# Ordine dell'Aquila estense

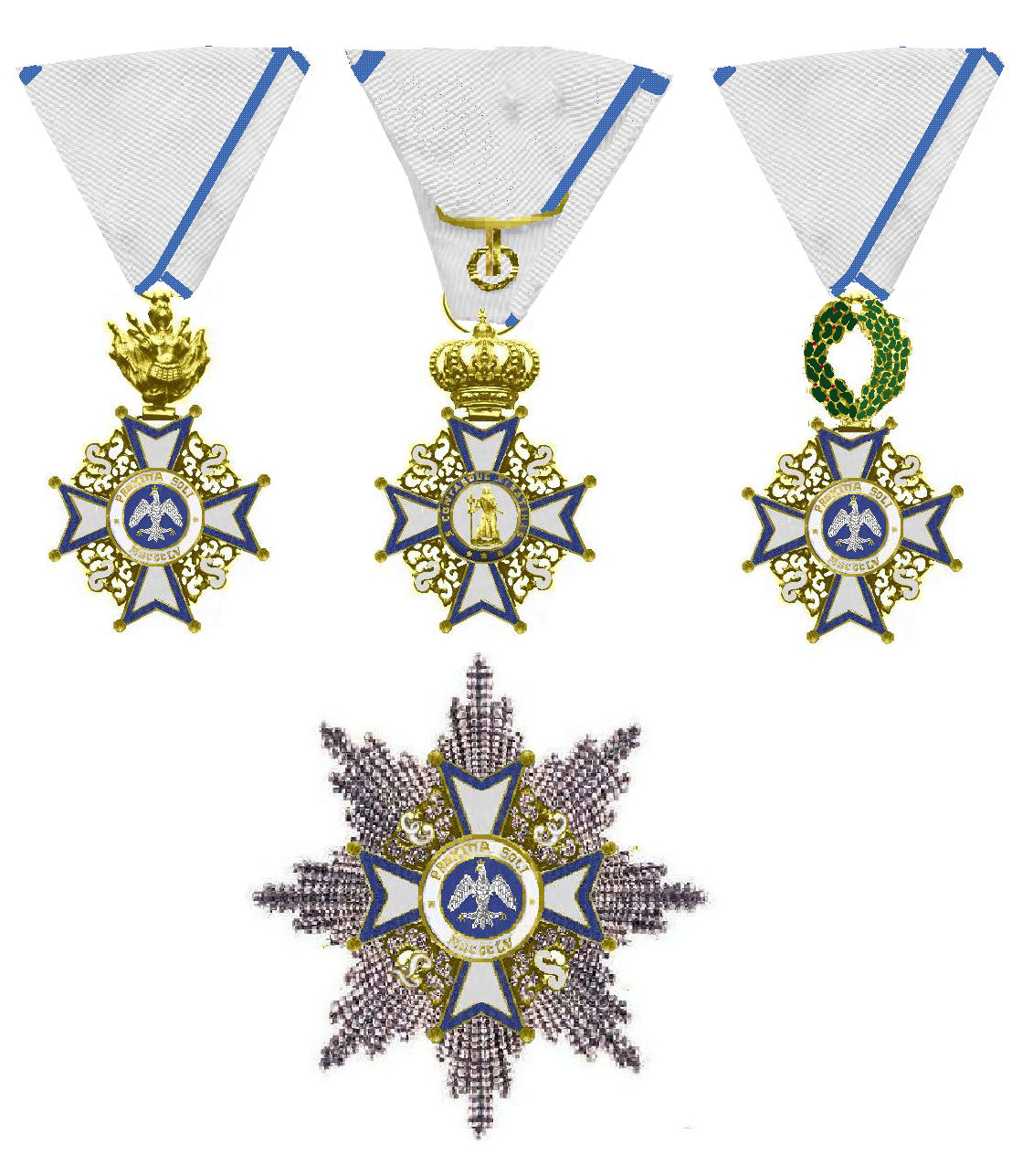
Decorazioni dell'Ordine

L'Ordine dell'Aquila Estense, propriamente Reale Ordine dell'Aquila Estense sotto l'invocazione di San Contardo d’Este , è stato un ordine cavalleresco del Ducato di Modena e Reggio, stato preunitario d'Italia.

## Storia
L'Ordine è stato istituito il 27 dicembre 1855 da Francesco V d'Austria-Este, duca di Modena e Reggio, per ricompensare i servigi e i meriti di civili ed militari. L'Ordine venne posto sotto la protezione di San Contardo d'Este, antenato del fondatore in linea materna e comprotettore di Modena.
I relativi Statuti vennero pubblicati il successivo 28 dicembre con Decreto del duca Francesco V,
L'Ordine è stato abolito dall'ordinamento italiano nel 1861 dopo l'unità d'Italia ed è divenuto un ordine di collazione dinastica della famiglia Asburgo-Este.
Il fondatore, Francesco V, continuò a concedere l'Ordine anche negli anni del suo esilio.
Relativamente alla Legge 178/51, l'Ordine è riconosciuto dallo Stato Italiano come "ordine dinastico non nazionale" legittimamente conferibile ed il suo uso sul territorio italiano è autorizzabile a domanda dal Ministero degli affari esteri, ma non si hanno notizie precise sul suo effettivo conferimento in epoca recente.

## Gradi
|           |              |                         |
| Cavaliere | Commendatore | Cavaliere di Gran Croce |

L'Ordine era diviso in tre classi:
- Cavaliere di Gran Croce
- Commendatore
- Cavaliere

Il numero dei Cavalieri di Gran Croce era stabilito in un massimo di dieci, i Commendatori non potevano superare i venti membri e i Cavalieri potevano raggiungere il massimo di sessanta. Gli stranieri insigniti dell'Ordine venivano contati come cavalieri soprannumerari e portavano un'insegna particolare.
Ogni classe era divisa tra i Decorati delle Insegne dell'Aquila Estense pel Merito Militare e in Decorati delle stesse pel Merito Civile (art 8 dello Statuto).
Tutte le onorificenze garantivano la nobiltà personale e, se specificato nel diploma di concessione, essa poteva essere anche ereditaria.
La Real Parrocchia di Corte fungeva da chiesa dell'Ordine.

## Le insegne
La medaglia dell'Ordine consisteva in una croce smaltata di bianco bordata d'azzurro oltremare e suddivisa in otto punte lobate d'oro. Nel mezzo si trovava uno scudo azzurro recante nel mezzo l'aquila bianca, antico stemma degli Este. Nella parte superiore dello scudo si leggeva il motto PROXIMA SOLI, e nella parte inferiore la data di fondazione MDCCCLV. Nel retro, lo scudo recava l'effigie di San Contardo con la scritta: S. CONTARDUS ATESTINUS. Fra i quattro bracci della croce, si trovavano quattro lettere corsive e dorate, a formare la parola E S T E. La croce era sormontata da un trofeo per la classe militare, da una ghirlanda di quercia per quella civile e da una corona reale per i cavalieri stranieri.
Il nastro era bianco listato ai lati di celeste.